# Morten Pedersen Porsild
Pour les articles homonymes, voir Porsild.
Morten Pedersen Porsild, né le 1er septembre 1872 à Glibstrup près de Store Andst (en) et mort le 30 avril 1956 à Copenhague, est un botaniste et explorateur danois.

## Biographie
Porsild vit et travaille la majeure partie de sa vie au Groenland. Il participe à des expéditions au Groenland en 1898 et 1902, aux côtés du physiologiste August Krogh. En 1906, il fonde la station Arctique de Qeqertarsuaq, dans l'Ouest du Groenland, qui fait depuis 1956 partie de l'université de Copenhague. Il reçoit le soutien de célèbres chercheurs polaires comme Knud Rasmussen, Ludvig Mylius-Erichsen et Fridtjof Nansen. Un particulier fait don du bâtiment et les frais de fonctionnement sont directement imputés au budget de l'État danois.
Morten Porsild dirige la station pendant quarante ans. En 1909, l'archéologue et conservateur du musée national du Danemark Thomas Thomsen,, pratique des sondages sur le site de Sermermiut. Ces excavations sont suivies par des fouilles réalisées sur ce même site entre 1912 et 1918 par Morten Pedersen Porsild et Hother Ostermann qui creusent une tranchée mesurant une longueur de plus de 50 m et disposée en bordure d'un escarpement rocheux. Néanmoins, les couches stratigraphiques du site ayant été perturbées, les fouilleurs ne parviennent pas à distinguer les gisements de période paléo-esquimaude des dépôts et éléments matériels d'époque plus récente. Les investigations de Porsild et d'Ostermann ne permettent dès lors pas de définir et d'établir avec certitude un horizon culturel spécifique à l'« âge de pierre » groenlandais,
Il reçoit la médaille Hans Egede en 1921 avec Peter Freuchen et Godfred Hansen. En 1946, il retourne à Copenhague et est remplacé à la station par Paul Gelting.
Il est le père d'Alf Erling Porsild, de Robert Thorbjørn Porsild, d'Asta Irmelin Tulle Egede et d'Ove Sten Porsild.
Outre la botanique, il a aussi contribué à la zoologie et à l'ethnographie.